# 152-мм пушка-гаубица Д-20
152-мм пушка-гаубица Д-20 (Индекс ГРАУ — 52-П-546) — советская 152-мм буксируемая пушка-гаубица с ручным заряжанием.
На западе впервые стала известна в 1955 году, поэтому в государствах блока NATO имеет обозначение M1955.

## История

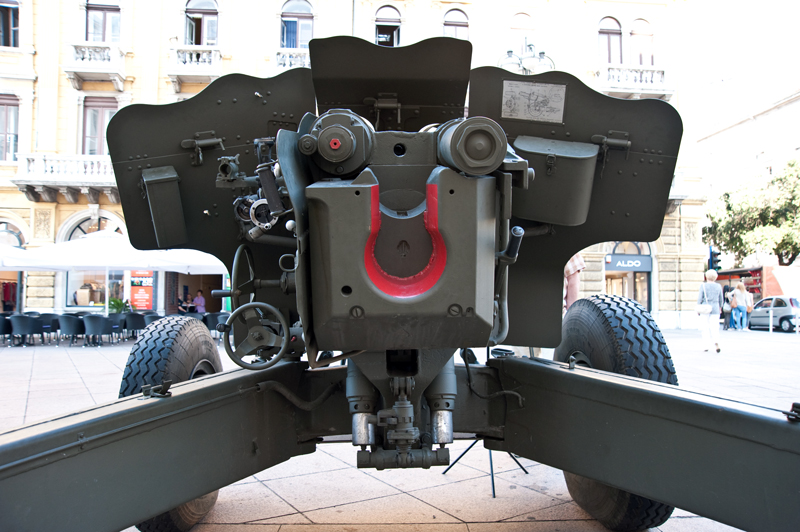
Вид сзади.

Гаубица-пушка Д-72 разрабатывалась сразу после окончания Второй мировой войны в ОКБ-9 Ф. Ф. Петрова; она должна была заменить довоенную 152-мм гаубицу-пушку МЛ-20 образца 1937 года. Где-то в 1950—1952 годах гаубицу переименовали в пушку-гаубицу Д-20 (Д — индекс завода, 20 — замена МЛ-20), поскольку угол возвышения оказался ограничен 45°. Д-20 стала первой 152-мм орудийной системой с полуавтоматическим клиновым затвором с вертикальным перемещением клина. Также, это орудие в модификации Д-22 (индекс ГРАУ — 2А33) было использовано для САУ 2С3 «Акация». Производство началось в 1953 году на заводе № 9. В 1955 году оно было перенесено на завод № 221.

## ТТХ
Длина ствола орудия — 34 калибра. Длина канала ствола 4240 мм/27,8 кал. Длина нарезной части — 3467 миллиметров.

## Модификации
Д-20 находится на вооружении, по крайней мере в 13 государствах и производилась по лицензии в КНР, как Тип 66 (или модернизированный вариант Тип 66-1). САУ на её базе известная, как Тип 83, была впервые представлена в середине 1980-х годов. Югославия также изготавливала пушку-гаубицу М84 NORA-A разработанную на базе Д-20, а Сербия спроектировала на основе 155-мм модификации М84 NORA-A САУ Nora B-52 на четырёхосном колёсном шасси FAP-2632.

### Россия
Д-20М «Хитин» (Индекс ГАУ — 52-П-546М) — модернизированный вариант, оснащённый автоматическим досылателем, увеличивающим скорострельность до 7—8 выстр./мин. Модернизация выполнена ЦКБ «Титан». Предлагается на экспорт.

### КНР
- Тип 66[англ.] — китайский вариант Д-20, производимый по лицензии и поставляемый на экспорт. Модернизированный вариант известен, как тип 66-1[1].
  - Тип 83 — самоходная артиллерийская установка, созданная на основе артчасти от гаубицы тип 66, по конструкции идентична САУ 2С3 «Акация».

### Румыния
- A411 — гаубица разработана Arsenal Armatei, в основном подобна Д-20. Данный вариант использует собственные 152-мм боеприпасы, которые (при длине ствола в 20,5 калибров) имеют максимальную дальность в 17,2 км (24 км со снарядом ОФ-550). В румынской армии A411 известна как 152-мм буксируемая пушка-гаубица M1981 (рум. Tun/Obuzier calibrul 152-mm tractat M1981).[1]

Также, Румыния изготавливала 130-мм пушку A412 (на базе артчасти 130-мм китайского варианта пушки Д-74 тип 59-1) известную под обозначением M1982 (или M82) и 152-мм гаубицу A425 (по китайским технологиям) известную под обозначением M1985 (или M85), в которых применялся лафет от дуплекса Д-74/Д-20.

## Боеприпасы
Боеприпасы:
- Осколочно-фугасный, ОФ-32 — дальность 17 400 м
- Кумулятивно-осколочный
- Зажигательный
- Снаряд-постановщик помех
- Химический
- Снаряд со стреловидными поражающими элементами
- Управляемый Краснополь-М
- ядерный снаряд 3ВБ3

## Боевое применение
- Шестидневная война (1967)[2]
- Пограничный конфликт на острове Даманский[2]
- Афганская война (1979—1989)[2]
- Война в Персидском заливе[2]
- Гражданская война в Ираке[3]
- Конфликты на постсоветском пространстве[4][5][6][7][8]
- Вторжение России на Украину (с 2022)

## Эксплуатанты

### Современные операторы
- Азербайджан — 43 Д-20, по состоянию на 2024 год[9]
- Ангола — 4 Д-20, по состоянию на 2024 год[9]
- Армения — 34 Д-20, по состоянию на 2024 год[9]
- Болгария — 24 Д-20, по состоянию на 2024 год[9]
- Вьетнам — некоторое количество Д-20, по состоянию на 2024 год[9]. Всего 500 поставлено из СССР с 1965 по 1975 годы.[10]
- ДРК — 6 Д-20, по состоянию на 2024 год[9]
- Иран — 30 Д-20, по состоянию на 2024 год[9]
- Ирак — некоторое количество Д-20, по состоянию на 2024 год[9]. Всего 68 поставлено: 50 из СССР с 1975 по 1976 годы и 18 из Болгарии в 2014 году.[10]
- Казахстан — 24 Д-20, по состоянию на 2024 год[9]
- КНДР — некоторое количество Тип-66 (Д-20), по состоянию на 2024 год[9]. Всего 200 поставлено из СССР с 1972 по 1975 годы.[10]
- КНР — 500 Тип-66 (Д-20) и ещё 1,700 Тип-54 (Д-1)/Тип-66 (Д-20) на хранении, по состоянию на 2024 год[9]
- Молдова — 31 Д-20, по состоянию на 2024 год[9]
- Республика Конго — 8 Д-20, по состоянию на 2024 год[10]
- Россия — до 700 Д-20 на хранении, по состоянию на 2024 год[9]
  - СВ — 100 Д-20, по состоянию на 2024 год[9]

- Румыния — 247 М-1981, по состоянию на 2024 год[9]
- Туркменистан — 72 Д-20, по состоянию на 2024 год[9]
- Украина
  - СВ — 50 Д-20, по состоянию на 2024 год[9]
  - Морская пехота — некоторое количество Д-20, по состоянию на 2024 год[9]

- Шри-Ланка — 46 Тип-66 (Д-20), по состоянию на 2024 год[9]

#### Негосударственные операторы
- Пешмерга — некоторое количество Д-20 захвачено у Ирака. Имеются, по состоянию на 2024 год[9].

### Бывшие операторы
- Албания — всего 90 Тип-66 (Д-20) поставлено из КНР с 1968 по 1973 годы.[10]
- Боливия — всего 18 Тип-66 (Д-20) поставлено из КНР в 1992 году.[10]
- Венгрия — всего 302 поставлено из СССР с 1958 по 1964 годы.[10]
- ГДР — всего 137 поставлено из СССР с 1972 по 1981 годы.[10]
- Германия — унаследованы от ГДР. Утилизированы.[10][9]
- Грузия — всего 12 поставлено из Болгарии в 2009 году. Списаны или на хранении.[10][9]
- Египет — всего 300 поставлено из СССР с 1963 по 1970 годы. Списаны.[10][9]
- Индия — всего 100 поставлено из СССР с 1965 по 1967 годы. Списаны.[10][9]
- Йемен — перешли от Северного Йемена. Списаны или уничтожены, на вооружении не числятся.[10][9]
- Куба — всего 100 поставлено из СССР с 1971 по 1974 годы. Списаны.[10][9]
- Ливия — всего 100 поставлено из СССР с 1980 по 1981 годы. Списаны или уничтожены. [10][9]
- Никарагуа — 30 Д-20 на хранении.[9]
- Северная Македония — всего 9 поставлено из Болгарии в 1999 году. Списаны.[10][9]
- Северный Йемен — всего 20 поставлено с 1980 по 1981 годы. Перешли к Йемену.[10][9]
- Сирия — 70 Д-20 и МЛ-20, по состоянию на 2012 год[11]. Имеются Д-20, по состоянию на 2024 год[9].
- СССР — Перешли к образовавшимся после распада государствам.
  -  Белоруссия — унаследованы от СССР. 18 продано в Анголу в 2015 году. Остальные утилизированы, списаны или на хранении.[10][9]
- Финляндия — всего 126 поставлено из СССР с 1965 по 1967 годы. Списаны.[10][9]
- Эфиопия — всего 20 поставлено из СССР с 1977 по 1978 годы. Списаны.[10][9]
- Югославия — всего 36 поставлено с 1970 по 1971 годы. Перешли к образовавшимся после распада государствам.[10][9]

## Где можно увидеть
- Музей отечественной военной истории в деревне Падиково Истринского района Московской области.
- Центральный музей артиллерии и войск связи в Санкт-Петербурге (2 экземпляра).
- Мемориальный парк «Победа» в г. Чебоксары.
- Музей военной техники УГМК в Верхней Пышме Свердловской области[12].
- Парк военных трофеев в г. Баку, Азербайджан[13].
- Рабочий посёлок Пашино, Новосибирская область.

## Галерея

Д-20 в чебоксарском парке «Победа»
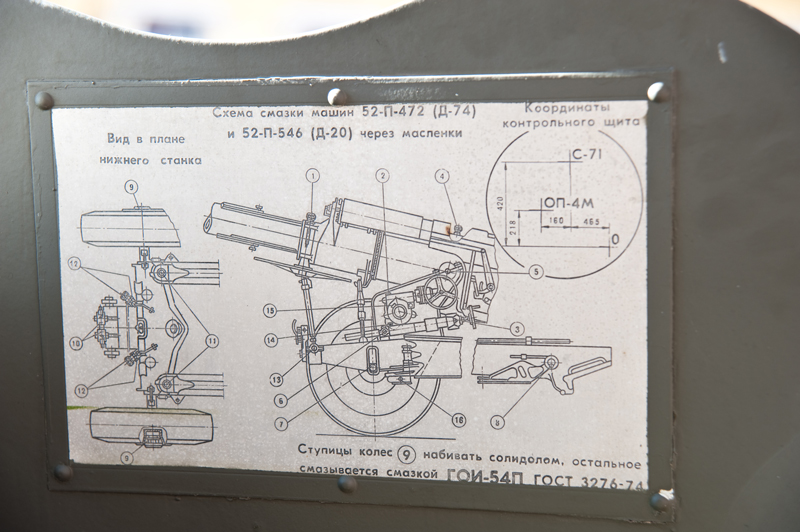
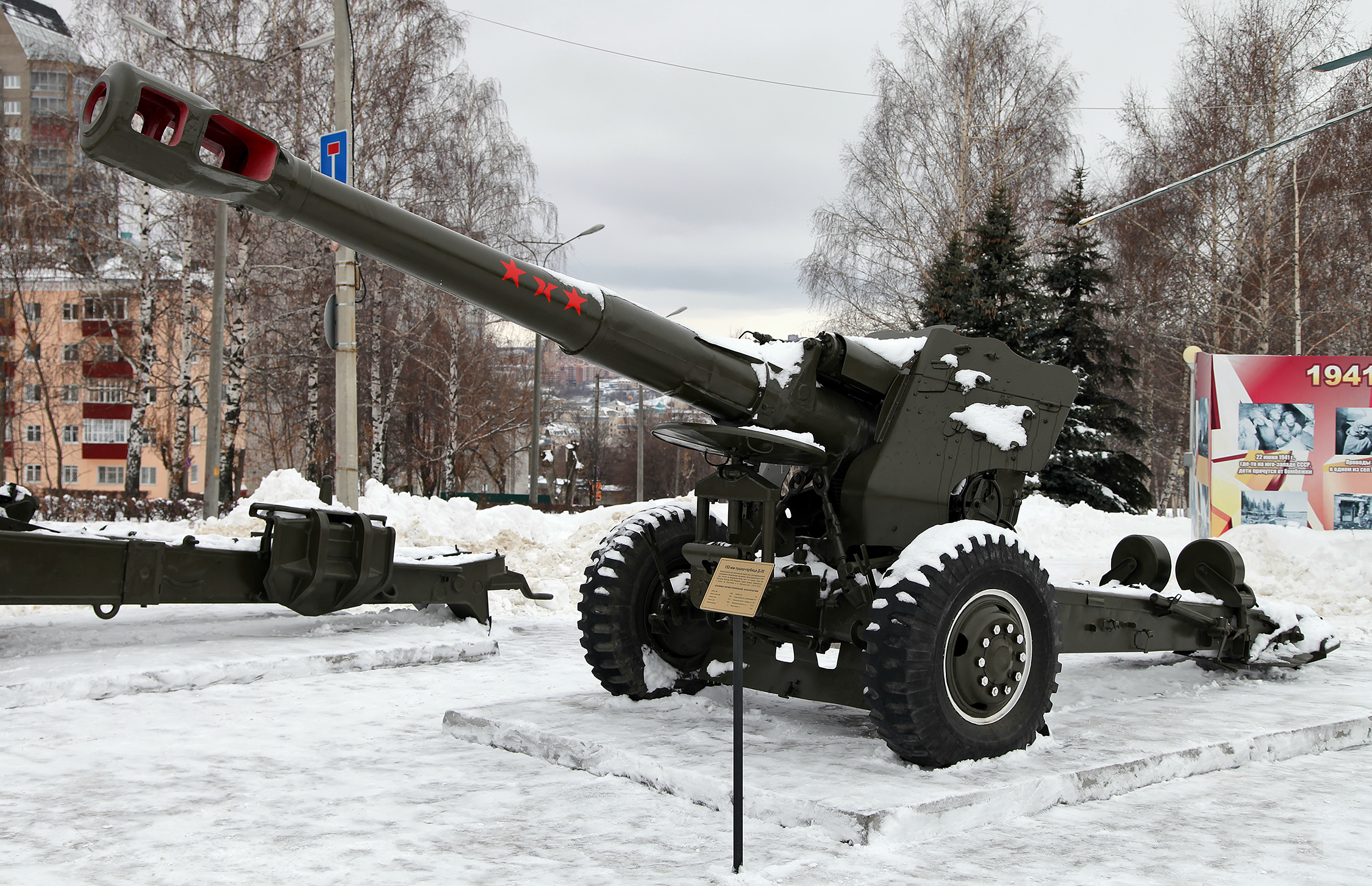
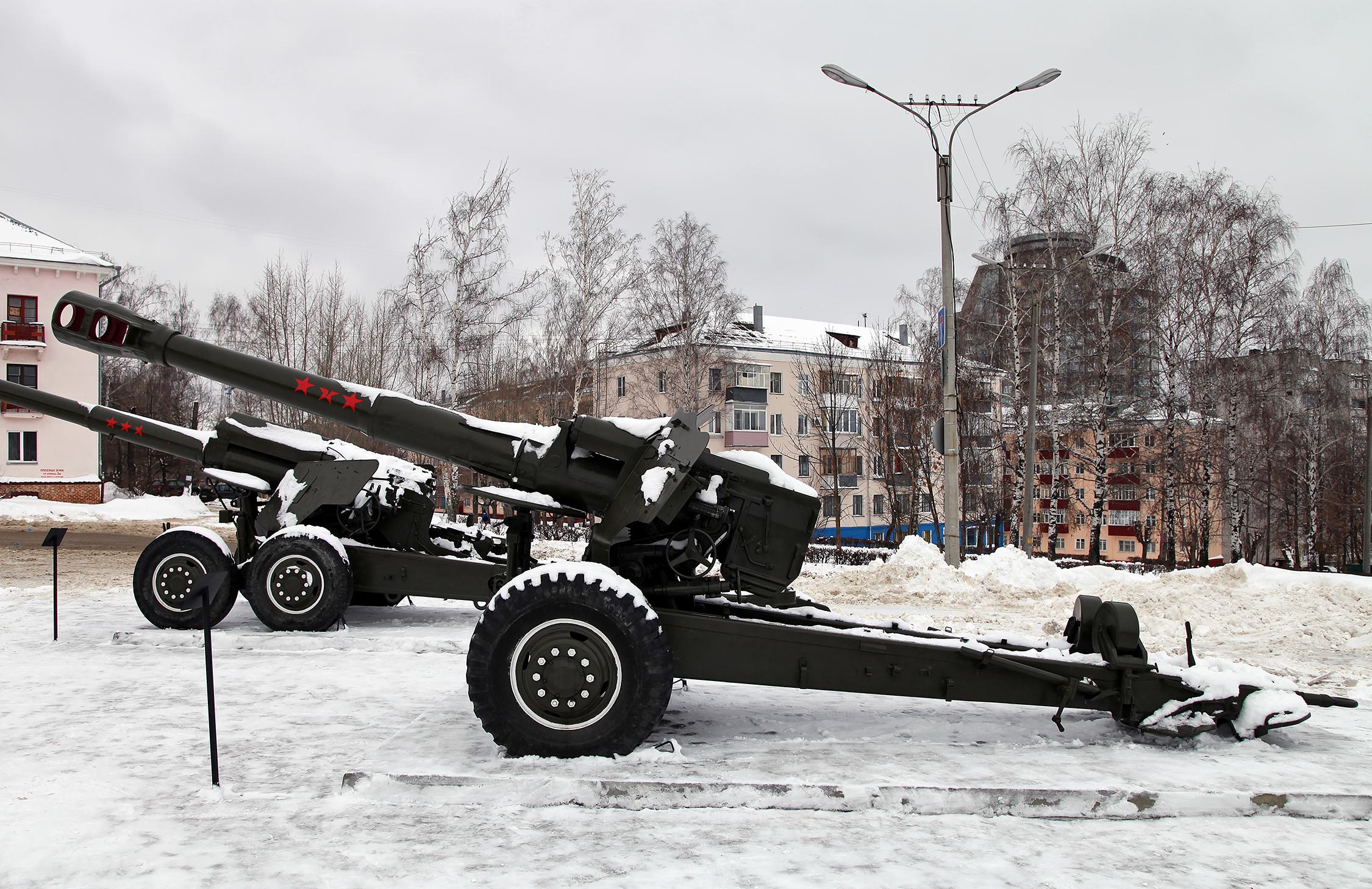
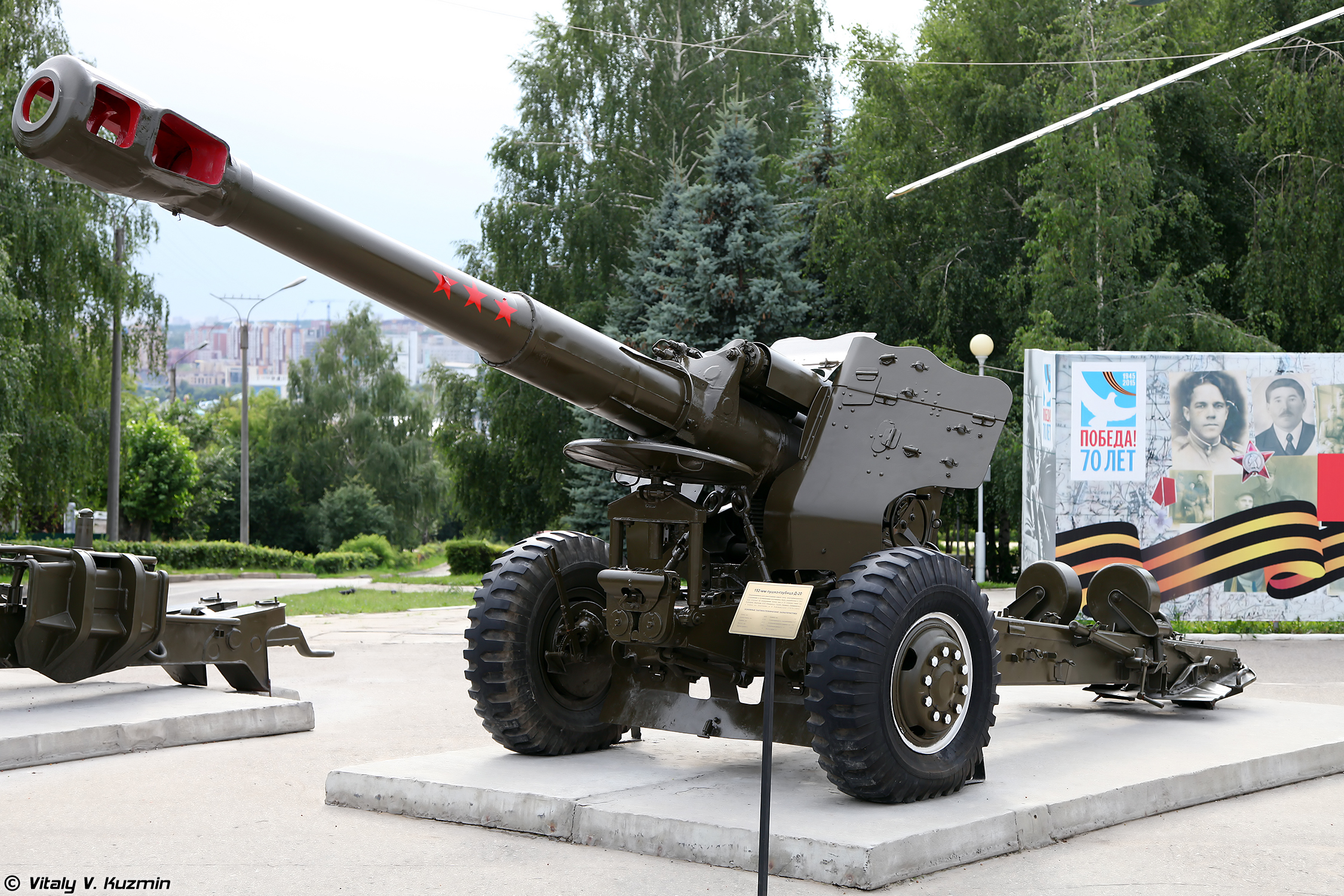
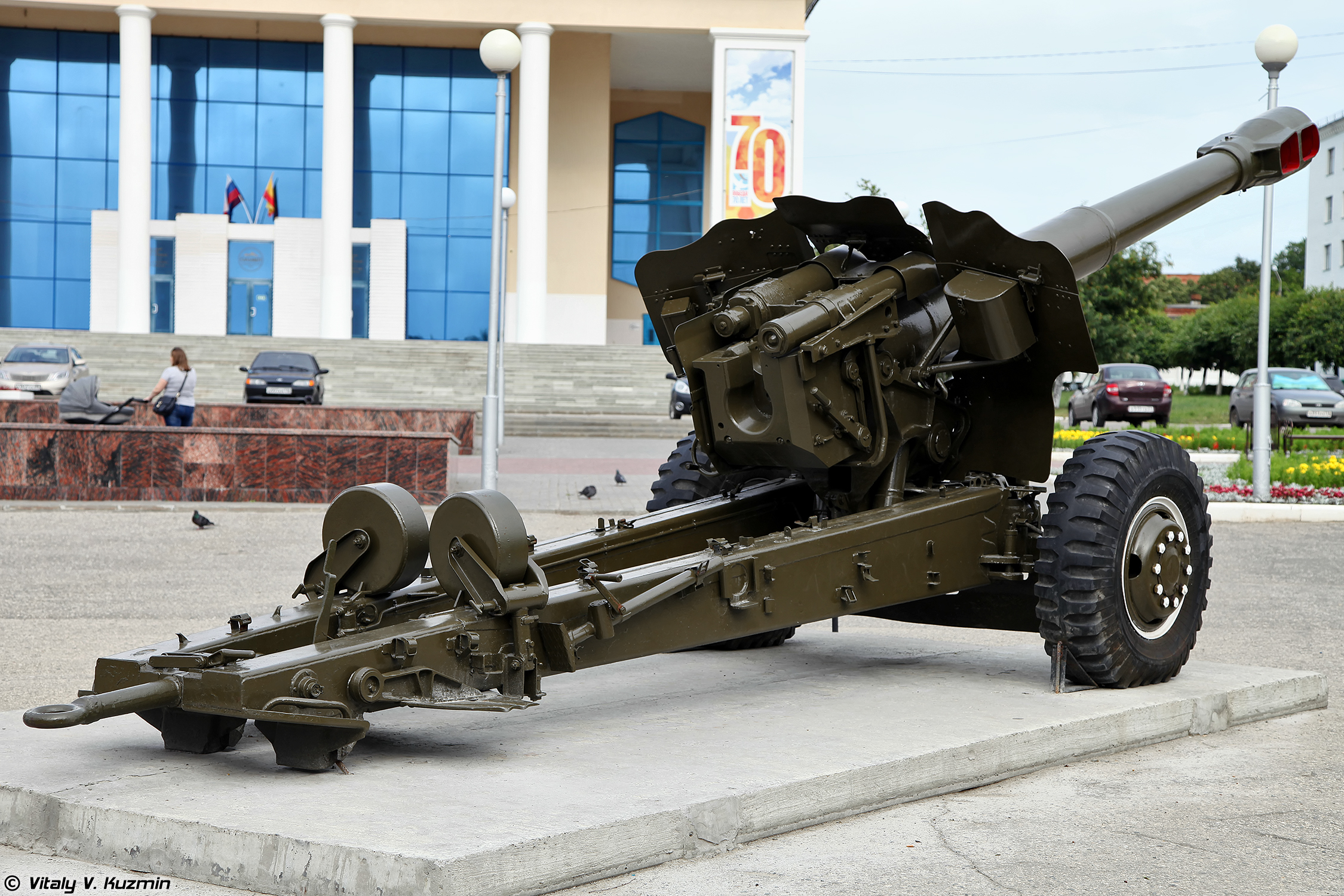

Д-20 в рабочем посëлке Пашино Новосибирской области
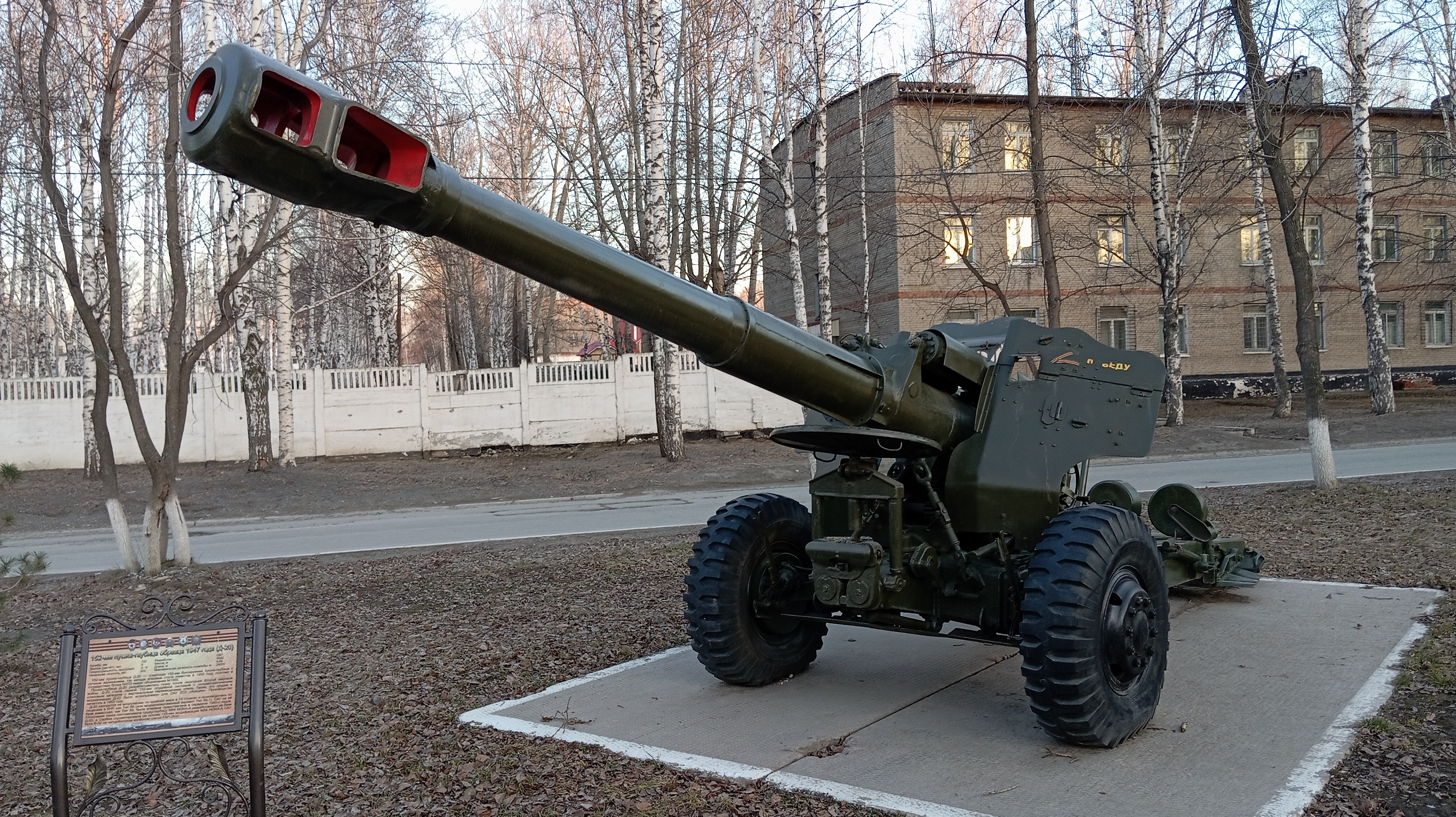

## Аналоги
- 155-мм гаубица M114